# Historia wina

W większości języków indoeuropejskich słowo wino brzmi podobnie

Wyraz wino pochodzi prawdopodobnie z łaciny, starożytni Rzymianie nazywali ten płyn vinum. Łacińskie vinum z kolei może pochodzić z greki (gdzie wino nazywa się οἶνος oînos, w wymowie archaicznej ϝοῖνος woînos). Istnieją teorie wskazujące na pierwotne źródło w sanskrycie (vena – odurzający sok z nieznanej rośliny) albo języku Hetytów (określenie wina transkrybowane na we-anas).

## Starożytność

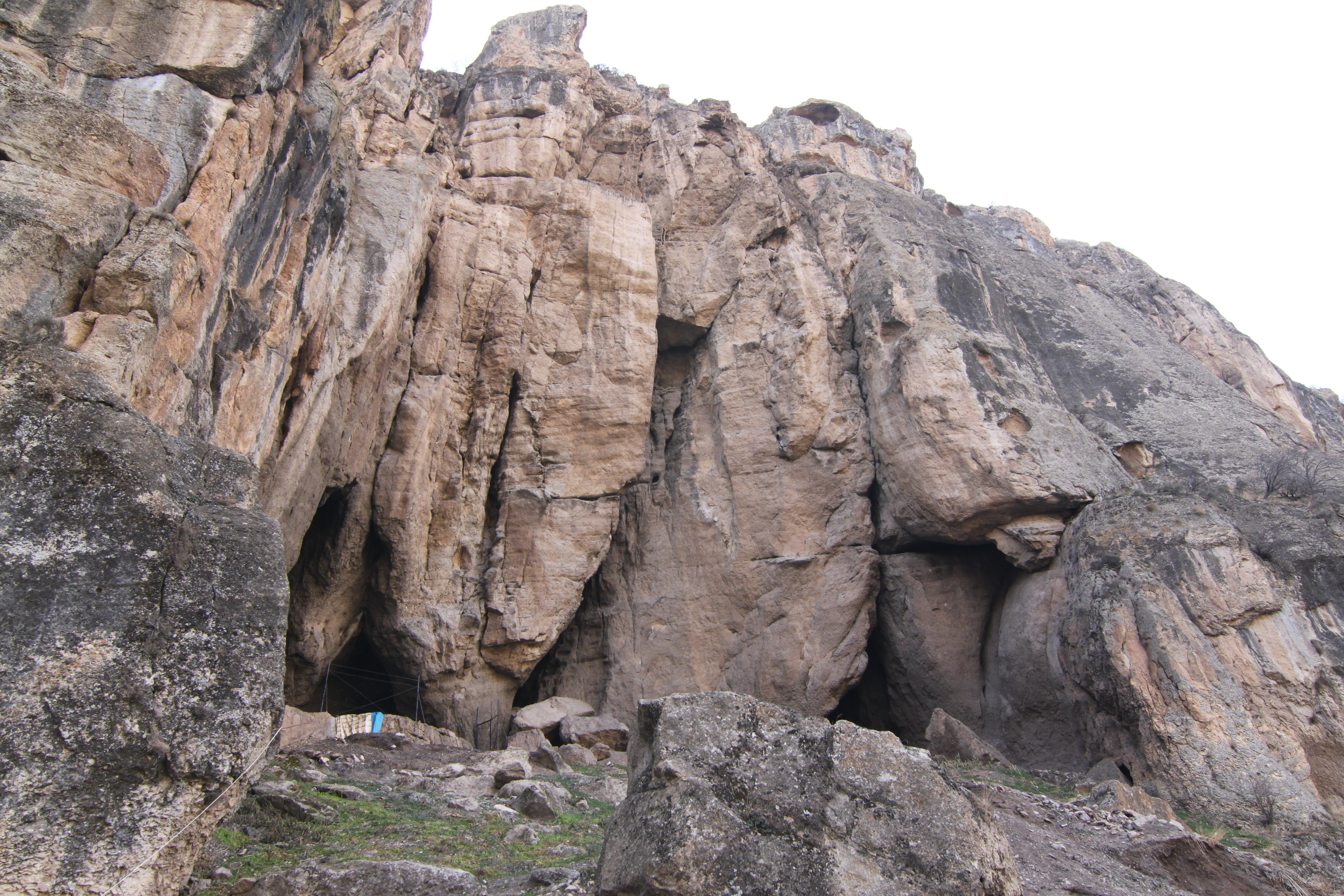
Wejście do jaskini Areni-1 w południowej Armenii, w której mieściła się najstarsza znana winiarnia na świecie

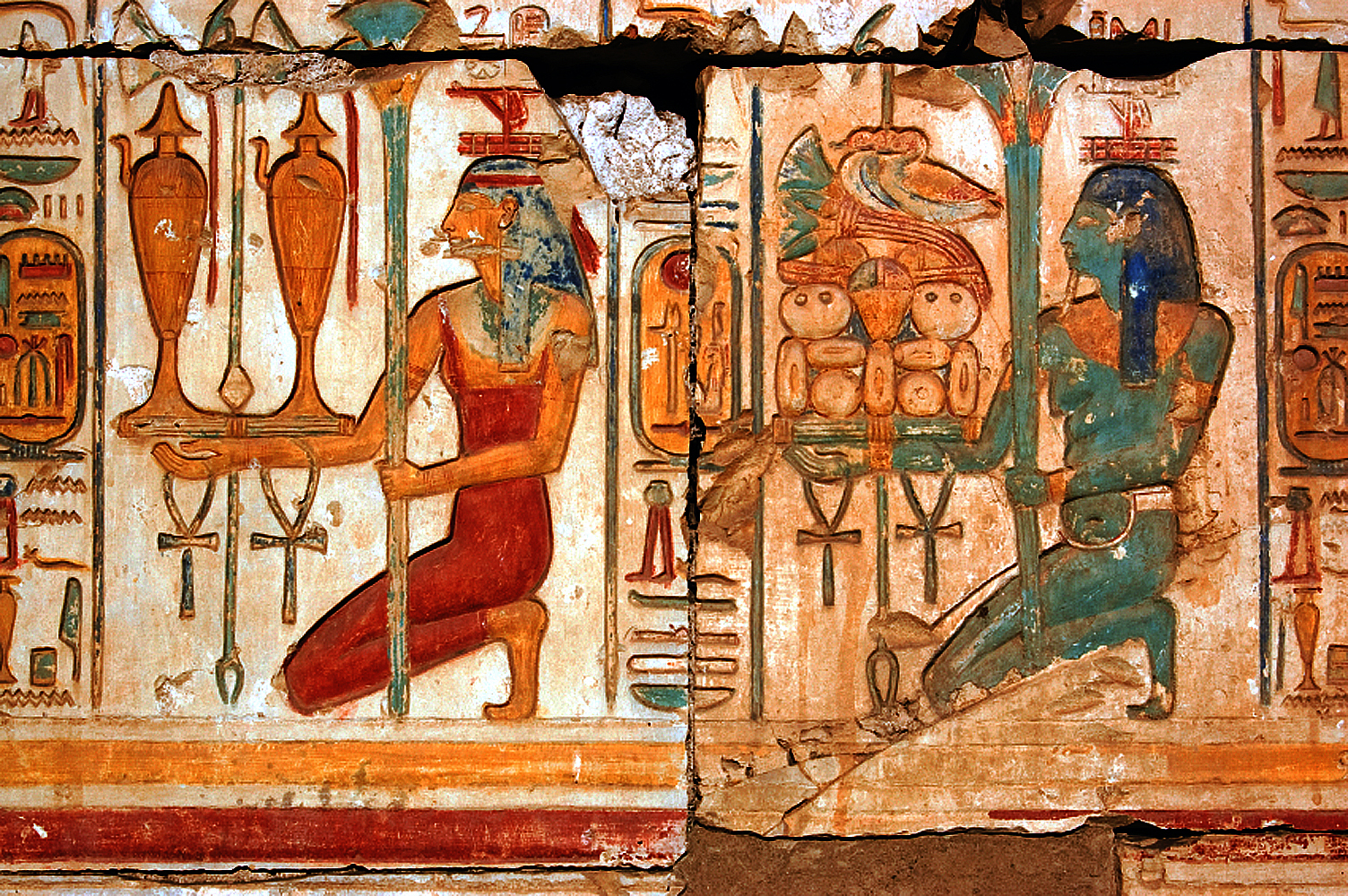
Kapłanki egipskie ofiarujące wino bogom

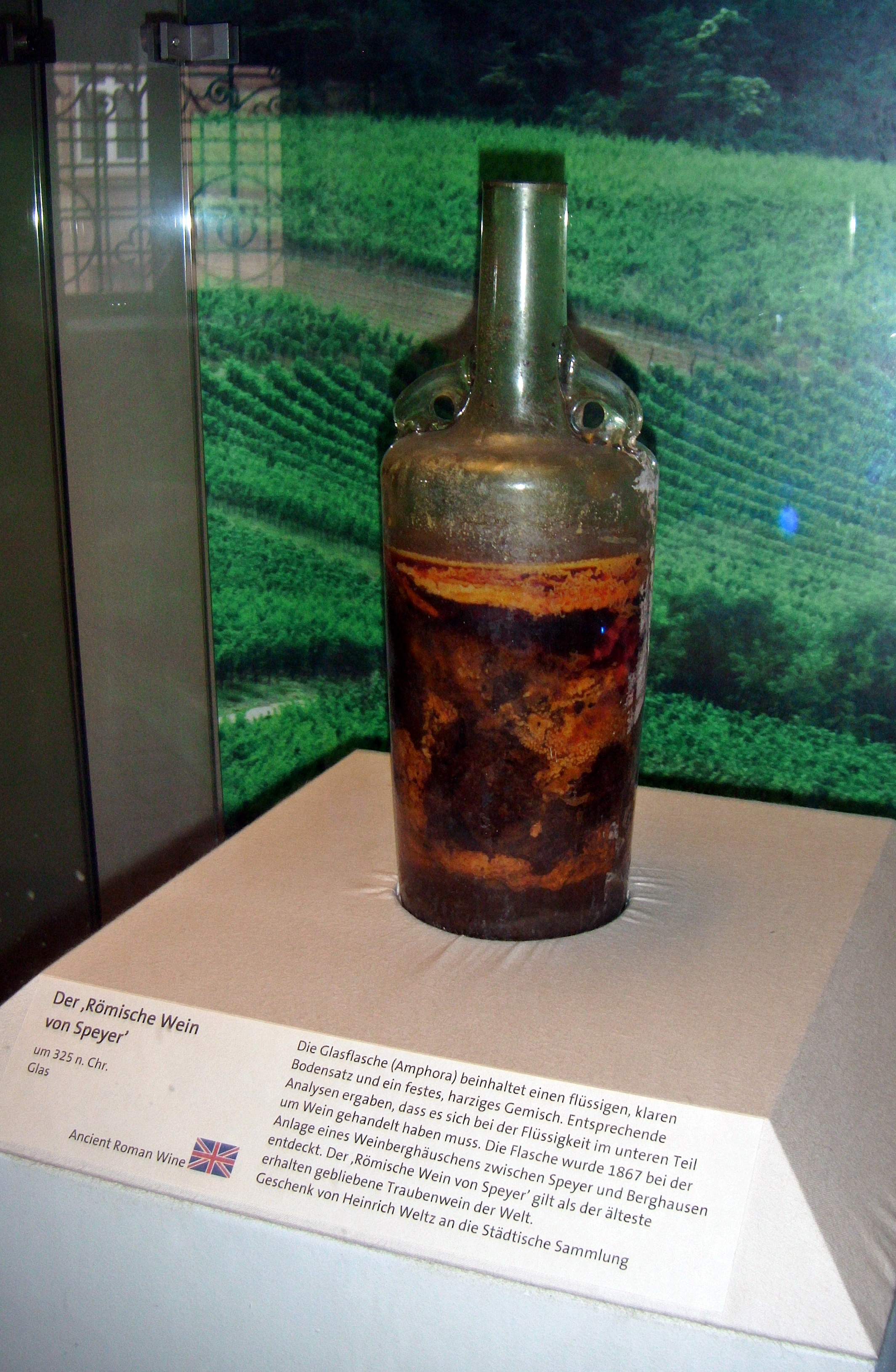
Uważa się, że butelka rzymskiego wina ze Spiru z ok. 325 r. zawiera najstarsze zachowane wino na świecie

Winorośl pochodzi prawdopodobnie z obszaru Kaukazu, gdzie krzewy winne oplatały drzewa. Człowiek zapewne natknął się na winorośl po raz pierwszy już 2 miliony lat temu podczas migracji ze wschodniej Afryki. Pierwszy kontakt z winem człowiek paleolitu miał najprawdopodobniej przez przypadkowe zepsucie się przechowywanych winogron lub przez zjedzenie przejrzałych owoców. Wino mogło również powstawać przez nieudane próby przechowywania soku.
Prymitywne formy uprawy winorośli pojawiły się dopiero wtedy, gdy człowiek zaczął prowadzić osiadły tryb życia. Na Bliskim Wschodzie warunki do umyślnej produkcji wina pojawiły się między 8500 a 4000 p.n.e.. Najstarsze świadectwa archeologiczne na produkcję wina (lub soku z winogron) pochodzą z ok. 5500 p.n.e., są to naczynia znalezione w Hajji Firuz Tepe, w północnej części gór Zagros na terenie Iranu. Znajdują się w nich osady zawierające charakterystyczne kryształki winianu wapnia.
Udomowione winorośle i osady w naczyniach sugerują produkcję wina na terenach Kaukazu w epoce neolitycznej. Winorośle są produktywne i wydają regularnie plony nawet na słabych glebach, na zboczach, dlatego ich uprawa nie konkurowała ze zbożami niezbędnymi do wyżywienia. Pierwszy jednoznaczny dowód na celową produkcję wina pochodzi z Egiptu, stanowią go hieroglificzne przedstawienia prasy winiarskiej z czasów I dynastii (ok. 3000 p.n.e.). Poza tym osady po winie znajdowane są w amforach w wielu egipskich grobowcach. W grobowcu Tutanchamona (1325 p.n.e.) dowiedziono obecności zarówno czerwonego, jak i białego wina. Wino w Starożytnym Egipcie było jednak znacznie mniej powszechne niż piwo.
W Starym Testamencie (Rdz 9,20) czytamy, że Noe założył winnice na stokach góry Ararat. Hebrajczycy, gdy Mojżesz wyprowadził ich do Kanaan, żałowali, że nie mają dostępu do egipskich winorośli (Liczb 20,5).
W epoce brązu wino było towarem luksusowym, używanym w rytuałach, obrzędach pogrzebowych, ucztach przez Sumerów, Asyryjczyków, Hetytów. Uprawa winorośli rozprzestrzeniała się na zachód do basenu Morza Śródziemnego, a podczas podbojów Greków i przede wszystkim Rzymian obszar nasadzeń poszerzał się o nowe krainy, m.in. Hiszpanię, Francję i Niemcy.
Sprowadzenie winorośli i wina z delty Nilu do Grecji przypisuje się handlarzom fenickim. W Starożytnej Grecji wino nabrało znaczenia religijnego, stało się integralną częścią kultury, było wychwalane przez poetów (np. Hezjoda), a w okresie klasycznym spożycie wina było obecne we wszystkich klasach społecznych. W związku z dużym zapotrzebowaniem wypracowano nowe techniki, powstawały teksty o uprawie winorośli (np. autorstwa Teofrasta z Eresos). Grecy upowszechnili wino jako napój codzienny oraz uczynili z niego najważniejszy towar eksportowy.
Rzymianie przyjęli wino do swojej kultury za pośrednictwem Greków. Podobnie jak w innych kulturach, wino było kojarzone często z zamożnością. Rozkwit winiarstwa w Rzymie nastąpił w I w. n.e., otrzymano nowe szczepy, które lepiej odpowiadały danemu klimatowi, powstawało wiele tekstów traktujących o winiarstwie, m.in. Historia naturalna Pliniusza Starszego. Docierając na nowe tereny, Rzymianie zakładali winnice, aby móc zapewnić legionistom wino, napój nienarażający tak bardzo na zatrucia i choroby jak woda w owym czasie. Picie rozcieńczonego wina zamiast samej wody ze względu na te zagrożenia było zresztą powszechne przez tysiące lat.
Do wielu win w starożytnej Grecji i Rzymie dodawano zioła, przyprawy, miód czy wodę morską. Większość win w epoce starożytnej i w średniowieczu była wytrawna lub półwytrawna. Nie były odpowiednio chronione przed utlenieniem czy mikroorganizmami, często z czasem nabierały charakteru octowego, dlatego do renesansu rzadko było długo przechowywane.

## Średniowiecze

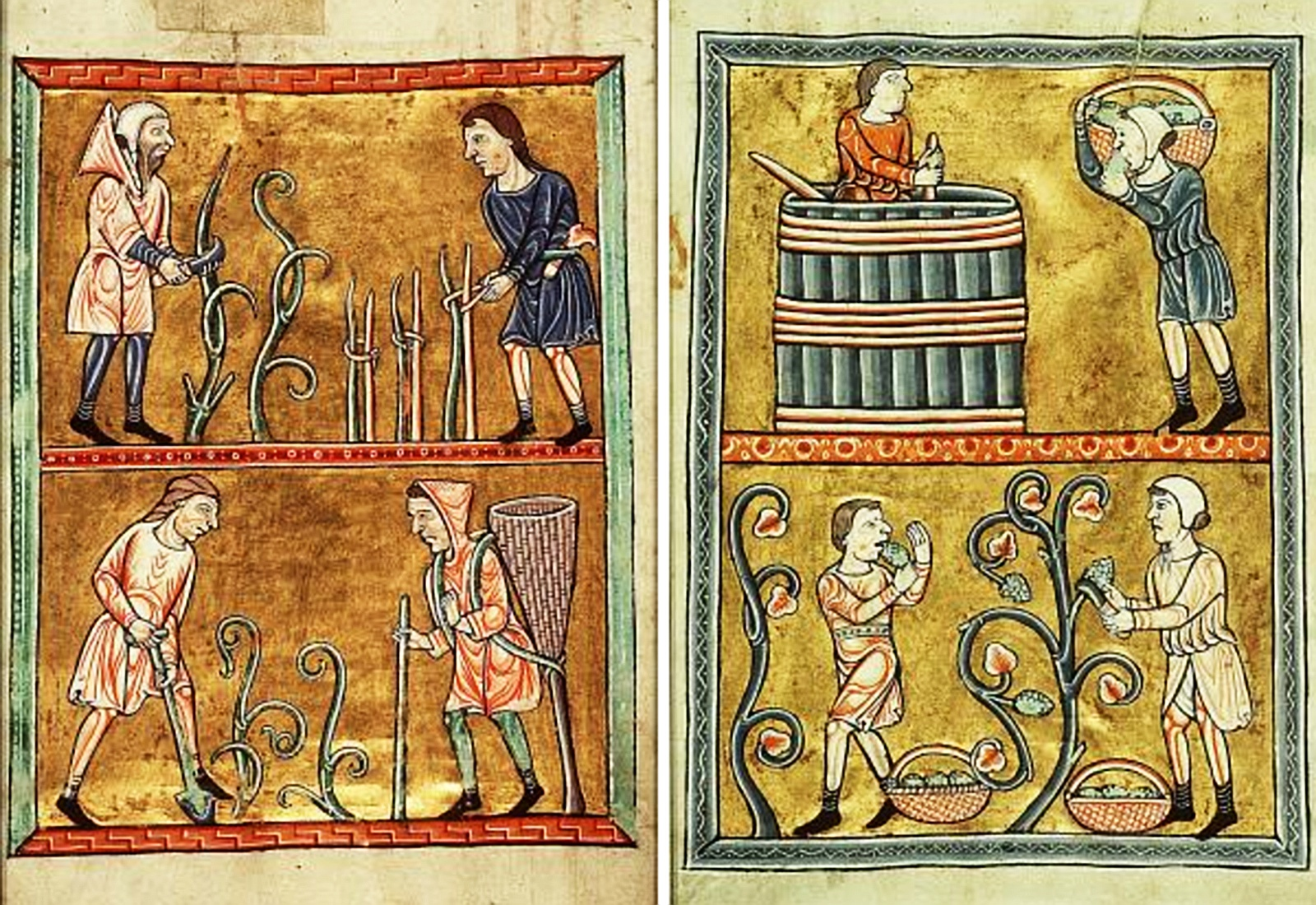
Ilustracje przedstawiające prace w winnicy w manuskrypcie z XII w.

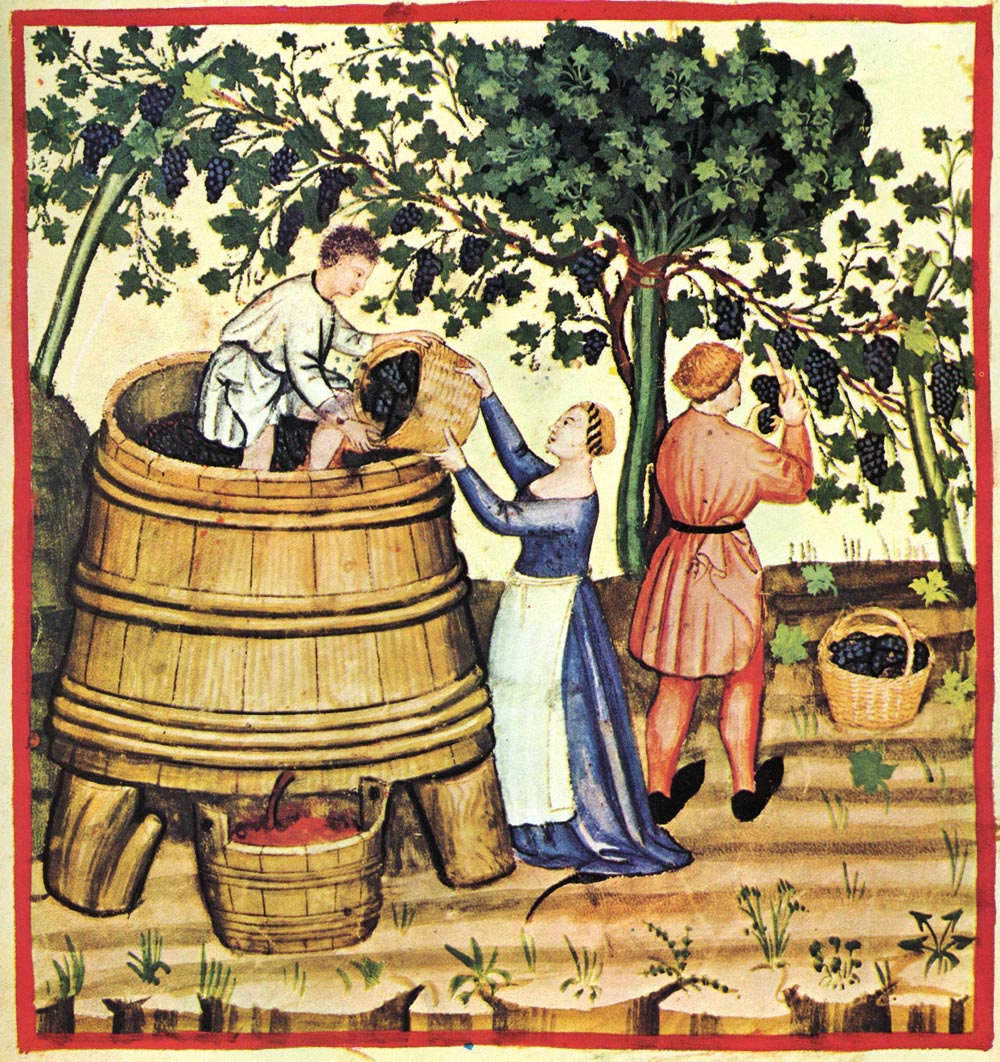
Tłoczenie wina, XIV w.

Wraz z upadkiem cesarstwa zachodniorzymskiego podupadło winiarstwo i handel winem w Europie, jednak w tym czasie wino produkowano już we wszystkich krainach pod kulturowymi wpływami Rzymu, zwłaszcza na terenie dzisiejszej Francji. We wczesnym średniowieczu (500–1000) znikały duże winnice, a winiarstwo stawało się powiązane z klasztorami. Popyt na wino odradzał się wraz z rozprzestrzenianiem się chrześcijaństwa na północ Europy i zapotrzebowaniem na wino mszalne. Pod koniec średniowiecza picie wina znów stało się silnie zakorzenionym zwyczajem i znacznie wzrósł handel winem na potrzeby niereligijne.
W IX w. Arabowie rozpowszechnili sztukę destylacji alkoholu w alembikach. Dotarła ona do świata Zachodu w XII w. przez krzyżowców wracających z Bliskiego Wschodu. W XVII w. Holendrzy uprawiający handel winem między odległymi regionami świata zaczęli promować dodawanie destylatu do wina, które utrwalało je, a jeśli był on dodany przed końcem fermentacji – pozwalało to na uzyskanie słodkiego wina.
W rozwoju nowożytnego winiarstwa w średniowiecznej Europie ważną rolę odegrały zakony osiadłe w Burgundii – benedyktyni (zwłaszcza opactwo Cluny w rejonie Côte-d’Or w pobliżu Mâcon) oraz cystersi (słynny Clos de Vougeot), które rozwijały techniki uprawy winorośli i produkcji wina. Wino było nie tylko symbolem religijnym, ale i popularnym trunkiem. Świeccy producenci rozwinęli uprawy w regionie Bordeaux. Wyjątkowo popularne było wino w Niemczech. Klasztor w Eberbach w regionie Rheingau był największym producentem wina na kontynencie w XII i XIII wieku.
Pierwsze urzędowe regulacje w winiarstwie dotyczyły zwykle rodzaju stosowanych winorośli. Przykładowo w 1375 książę Filip Śmiały kazał usunąć z Burgundii wszystkie odmiany ciemnych winogron poza pinot noir. Podobny dekret dotyczący rieslinga wydał w 1787 biskup Trewiru. Inne regulacje służyły ochronie konsumenta przed nieuczciwymi handlarzami.

## Czasy nowożytne
W epoce wielkich odkryć geograficznych rozpoczęto produkcję wina na nowych terenach. Od końca XV w. Portugalczycy i Hiszpanie wprowadzali winiarstwo na wyspy atlantyckie (jak Wyspy Kanaryjskie, Madera) i do Nowego Świata – Meksyku (ok. 1520), Peru, Boliwii, Kolumbii (ok. 1530), Chile (ok. 1540), Argentyny (ok. 1550) i Kalifornii (1619). Około 1650 Holendrzy przywieźli winorośl do Południowej Afryki, a Brytyjczycy w 1788 do Australii i w 1819 do Nowej Zelandii. Poza Kalifornią winiarstwo w Nowym Świecie aż do lat 80. XX w. rozwijało się raczej słabo, ograniczone było przez niewielki rynek i brak technologii.
W XVII w. zaczęto powszechnie stosować siarkowanie beczek w zachodniej Europie. Zwiększyło to prawdopodobieństwo otrzymywania win lepszej jakości i zwiększyło potencjał starzenia. Stabilne słodkie wina nadające się do dojrzewania przez dziesięciolecia pojawiły się w połowie XVII w. – były to węgierskie tokaje, najprawdopodobniej pierwsze wina z winogron zainfekowanych szlachetną pleśnią.
Sztuka wytwarzania szklanych butelek była powszechnie znana w starożytnym świecie, jednak rozwinęli i upowszechnili ją Syryjczycy, a potem Rzymianie. Szkło nie było dobrym materiałem do przechowywania i transportowania wina, używano w tym celu glinianych amfor lub drewnianych beczek; po upadku cesarstwa rzymskiego już prawie wyłącznie beczek. Mocna butelka zamykana korkiem, mogąca wytrzymać ciśnienie CO
2 uwalnianego z wina została wprowadzona dopiero w XVII w. Umożliwiło to produkcję win musujących. Zmiana kształtu butelki z bulwiastej na cylindryczną umożliwiła kładzenie butelek na boku. W tym położeniu dzięki kontaktowi z winem korek pęczniał, uszczelniał butelkę i izolował zawartość od powietrza, powodującego kwaśnienie wina (utlenianie etanolu do octu).
Europejskie winiarstwo rozwijało się intensywnie od XVI w. aż w połowie XIX w. winnice we Francji zaatakował mączniak prawdziwy, a nieco później w 1868 filoksera winiec, rozprzestrzeniając się dalej na wszystkie ważne rejony upraw winorośli w Europie. Większość winnic musiała zostać odtworzona z użyciem sadzonek zachowanych m.in. w Ameryce i podkładek odpornych na szkodnika.

## Historia wina w Polsce

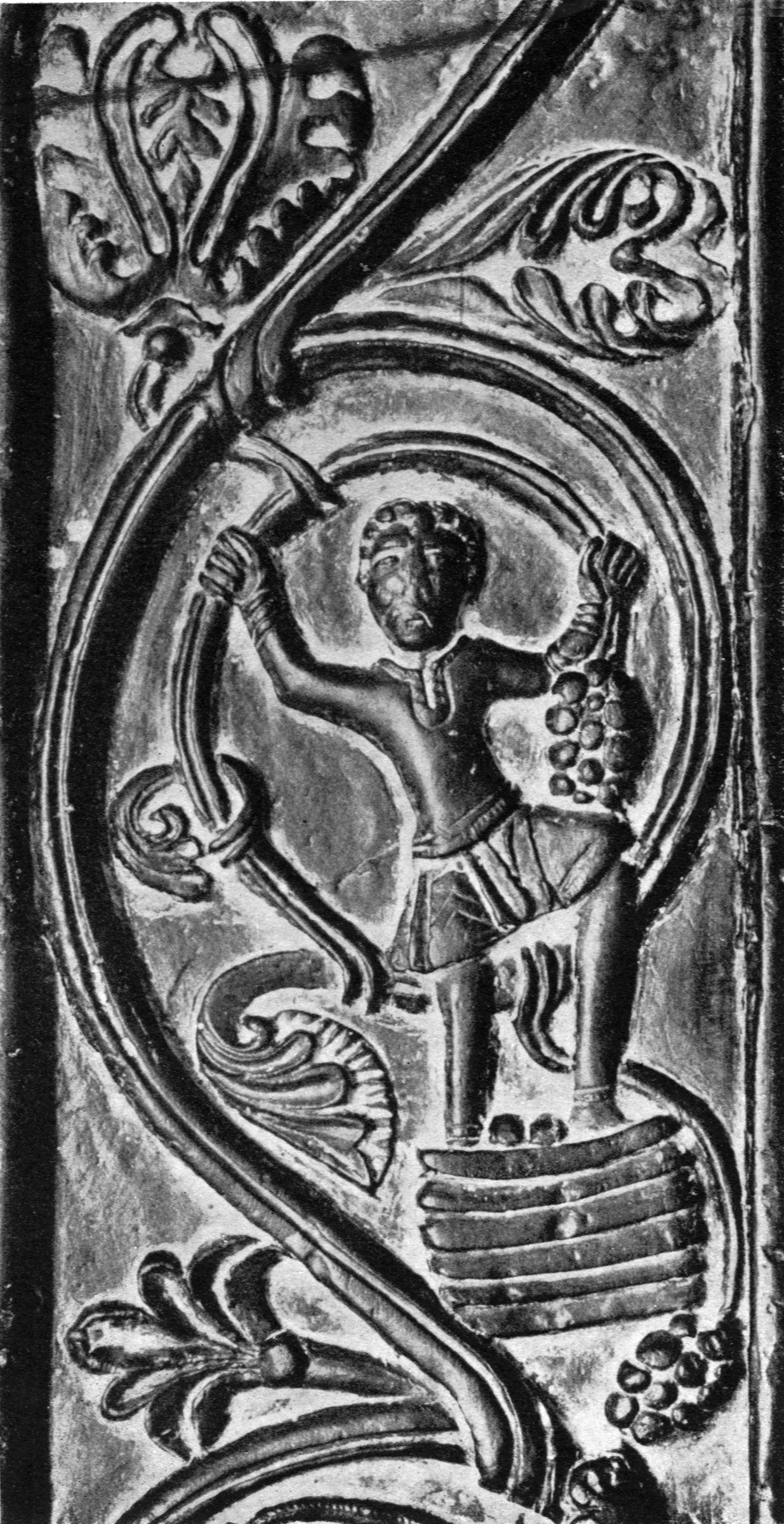
Fragment bordiury na Drzwiach Gnieźnieńskich przedstawiający udeptywanie winogron

Przyjmuje się, że winorośl dotarła do Polski wraz z chrześcijaństwem. Pojawiło się zapotrzebowanie na wino mszalne, a zły stan dróg i koszty transportu ograniczały import. Za prekursorów winiarstwa w Polsce uważa się benedyktynów (Tyniec, Lubin, Mogilno, Sieciechów) i cystersów (Jędrzejów, Koprzywnica, Wąchock, Sulejów, Międzyrzecz). Do produkcji wina potrzebna była znajomość winiarskich technik, toteż początkowo winorośl uprawiano jedynie na włościach kościelnych, klasztornych i książęcych. Pierwszym dokumentem, który wymienia winnice na polskich ziemiach była bulla gnieźnieńska z 1136. Jest tam wzmianka o dwóch winnicach opactwa łęczyckiego – koło Płocka i Włocławka. Później winnice pojawiały się także przy szpitalach (wino uważano za lek), a klasztorne winnice bywały dzierżawione osobom prywatnym. W połowie XII w. arabski geograf i podróżnik Al-Idrisi, opisując Kraków, wspominał, że „posiada liczne gmachy, targowiska, ogrody i winnice”. Na Drzwiach Gnieźnieńskich z drugiej poł. XII w. wśród reliefów bordiury można odnaleźć sceny pracy w winnicy takie jak ścinanie gron czy wyciskanie soku.
W XIII w. wino stanowiło luksusowy napój możnych, a już XIV w. był okresem największego rozprzestrzenienia winorośli w Polsce. Uprawy były zakładane także przez mieszczan, najwięcej znajdowało się na Śląsku, w okolicach Zielonej Góry, Poznania, Torunia, Płocka, Sandomierza, Lublina i Krakowa. W nazwach wielu miejscowości zachowało się świadectwo tej działalności, np. Winnagóra, Winnica, Winiary, Winogrady. W XV w. zaczęto sprowadzać również wina z Francji, Włoch, Niemiec i Węgier. Regres polskiego winiarstwa nastąpił w XVI w., kiedy to pojawiły się dogodne możliwości transportu zza granicy, a mroźne polskie zimy niweczyły zbiory winogron (mała epoka lodowa) i windowały ceny polskiego wina. Nie pomógł nawet protektorat królowej Bony sadzącej winorośl w swoich posiadłościach, ani fakt, że ówczesne polskie winiarstwo pod względem technologicznym stało wyżej od np. węgierskiego. Następnie długotrwałe wojny w XVII w. dokonały kolejnych wielkich spustoszeń w polskim winiarstwie i spowodowały brak możliwości rozwoju.
Wino było napojem modnym wśród elit. Przyzwyczajona do miodów pitnych szlachta preferowała słodkie i ciężkie wina takie jak grecka małmazja. Sprowadzano również z Hiszpanii alikant, petercyment (rodzaj malagi), z Portugalii madery, słodkie wina z Wysp Kanaryjskich, ale największym powodzeniem cieszyły się wina węgierskie. Polacy wykupywali je jeszcze przed winobraniem, następnie długo pozwalali im dojrzewać w piwnicach. Dzięki takiemu zabiegowi powszechnie uważano je za jeszcze lepsze niż te kupowane na Węgrzech. Ukuło się w związku z tym powiedzenie Hungariae natum et Poloniae educatum – na Węgrzech urodzony, a w Polsce wychowany. Poza tym mawiano nullum vinum nisi hungaricum – nie ma wina nad węgrzyna. Węgrzyn, jak nazywano węgierskie wina, a zwłaszcza tokaj stał się częścią staropolskiej tożsamości. Polacy jeździli na Węgry również po to, aby nadzorować produkcję wina, oraz aby na własną rękę wyrabiać wina i sami Węgrzy doceniali ich wkład w tworzenie tokajów.
Od XVII w. prowadzenie winnic w Polsce nie miało ekonomicznego uzasadnienia, były raczej kosztowną zachcianką utrzymywaną dla ozdoby niż uprawą rolną. Przed II wojną światową w Polsce wino wytwarzano w niewielkich ilościach na Kresach Wschodnich, centrum polskiego winiarstwa były Zaleszczyki o klimacie podobnym do czarnomorskiego. Tymczasem znajdujący się w granicach Niemiec region zielonogórski świetnie prosperował. W XX w. socjalistyczny ustrój powojennej Polski doprowadził do ostatecznego upadku winiarstwa, m.in. przez likwidację prywatnych winnic i rozpowszechnienie tanich owocowych trunków, które nazywano winami.